# CXCL12
CXCL12 (kurz für CXC-Motiv-Chemokin 12, auch stromal cell-derived factor 1 (SDF-1) oder pre-B cell growth-stimulating factor (PBSF)) ist ein körpereigener Botenstoff aus der Gruppe der CXC-Motiv-Chemokine. Als chemotaktisch wirkendes, das heißt die Zellbewegung steuerndes, Zytokin spielt dieses Protein eine Schlüsselrolle bei der Mobilisierung und zielgerichteten Wanderung von Stammzellen in ihre Speicher- (z. B. fötale Leber, Knochenmark) oder ihre Verwendungsorte bei der Bildung von Organen (Organogenese) sowie der Organ- und Wundheilung. CXCL12 ist ebenfalls am Wachstum und an der metastatischen Streuung von Tumoren sowie an Entzündungsprozessen beteiligt. Seine Effekte vermittelt dieses Chemokin durch Bindung an zwei verschiedene Chemokinrezeptoren, CXCR4 und CXCR7.

## Vorkommen
CXCL12 wird in hoher Konzentration im Knochenmark produziert und dient hier der Rekrutierung und Verankerung von hämatopoetischen Stammzellen. Darüber hinaus wird CXCL12 von weiteren Organen aus freigesetzt, insbesondere der Lunge, der Milz und der Leber. Eine verstärkte Expression von CXCL12 kann in verschiedenen Tumorarten nachgewiesen werden.

## Biochemie

### Struktur
CXCL12 ist ein Protein mit einer molaren Masse von etwa 8 kDa, das durch ein Gen auf dem Chromosom 10 Genlocus q11 codiert wird. Die Aminosäuresequenz dieses basischen Proteins ist innerhalb der Säugetiere weitgehend konserviert, was die 99%ige Homologie zwischen CXCL12 des Menschen und der Maus zeigt. Es sind verschiedene, durch alternatives Spleißen gebildete, Isoformen von CXCL12 bekannt, wobei insbesondere SDF-1α und SDF-1β von physiologischer Bedeutung sind. Wie alle CXC-Chemokine ist CXCL12 durch zwei Cysteinpaare gekennzeichnet, wobei die jeweils ersten N-terminalen Cysteine die durch eine Aminosäure voneinander getrennt sind.

### Rezeptoraktivierung
CXCL12 vermittelt seine Effekte über eine Bindung und Aktivierung der an der Zelloberfläche exprimierten Chemokinrezeptoren CXCR4 oder CXCR7. Diese Rezeptoren gehören zur Familie der G-Protein-gekoppelten Rezeptoren. Die Bindung und Aktivierung von CXCL12 an CXCR4 wird als zweistufiger Prozess angenommen. In einem ersten Schritt bindet CXCL12 an den extrazellulären N-Terminus des Rezeptors. Daraufhin kann das N-terminale Ende des Chemokins in die Bindungstasche von CXCR4, welche innerhalb der Transmembrandomänen des Rezeptors liegt, eintauchen und ihn aktivieren. Die Aktivierung von CXCR7 hingegen gilt als weniger gut untersucht.

## Funktion

### Stammzellmobilisierung
Die Hauptfunktion von CXCL12 ist die Steuerung der Wanderung von Stammzellen, die den CXCL12-Rezeptor CXCR4 exprimieren. Damit verbunden spielt CXCL12 eine entscheidende Rolle bei der Verankerung von Stammzellen an ihren Speicherorten und bei der Organogenese. Knockout-Mäuse, denen CXCL12 oder sein Rezeptor CXCR4 fehlt, sind auf Grund schwerer Organschäden nicht lebensfähig. Nach der Geburt spielt CXCL12 eine wichtige Rolle bei der Angiogenese, bei der Wundheilung und bei der Reparatur von Organen.

### Entzündungen
Eine vermehrte Synthese von CXCL12 in entzündeten Geweben und eine chemotaktische Wirkung auf CXCR4-exprimierende Lymphozyten wird mit einer Rolle bei entzündlichen Erkrankungen in Verbindung gebracht. Außerdem vermittelt CXCL12 über CXCR4-vermittelt die Aufteilung von Keimzentren in helle und dunkle Zone. Dadurch trägt dieses Zytokin entscheidend zur Bildung hoch-affiner Antikörper und Plasmazellen bei.

### Krebs
Da die große Mehrheit aller Tumoren die CXCL12-Rezeptoren CXCR4 oder CXCR7 exprimieren, zeigt CXCL12 eine chemotaktische Wirkung auf die meisten Tumorzellen. Diese chemotaktische Wirkung ist eine der Hauptursachen für die Bildung von Metastasen, die insbesondere Orte mit hoher CXCL12-Produktionsrate betreffen, speziell Knochenmark, Lunge und Leber. Darüber hinaus unterstützt CXCL12 über eine Förderung der Angiogenese das Tumorwachstum.

### HIV
Zusätzlich zur chemotaktischen Wirkung von CXCL12 auf Stammzellen, Tumorzellen und Entzündungszellen konnte für CXCL12 eine hemmende Wirkung auf HI-Viren nachgewiesen werden. Diese wird auf eine CXCL12-induzierte Internalisierung des Rezeptors CXCR4, ein Co-Rezeptor für die Aufnahme von HIV-1 in die Wirtszelle, zurückgeführt.